# Konstantinstraße 78 (Mönchengladbach)

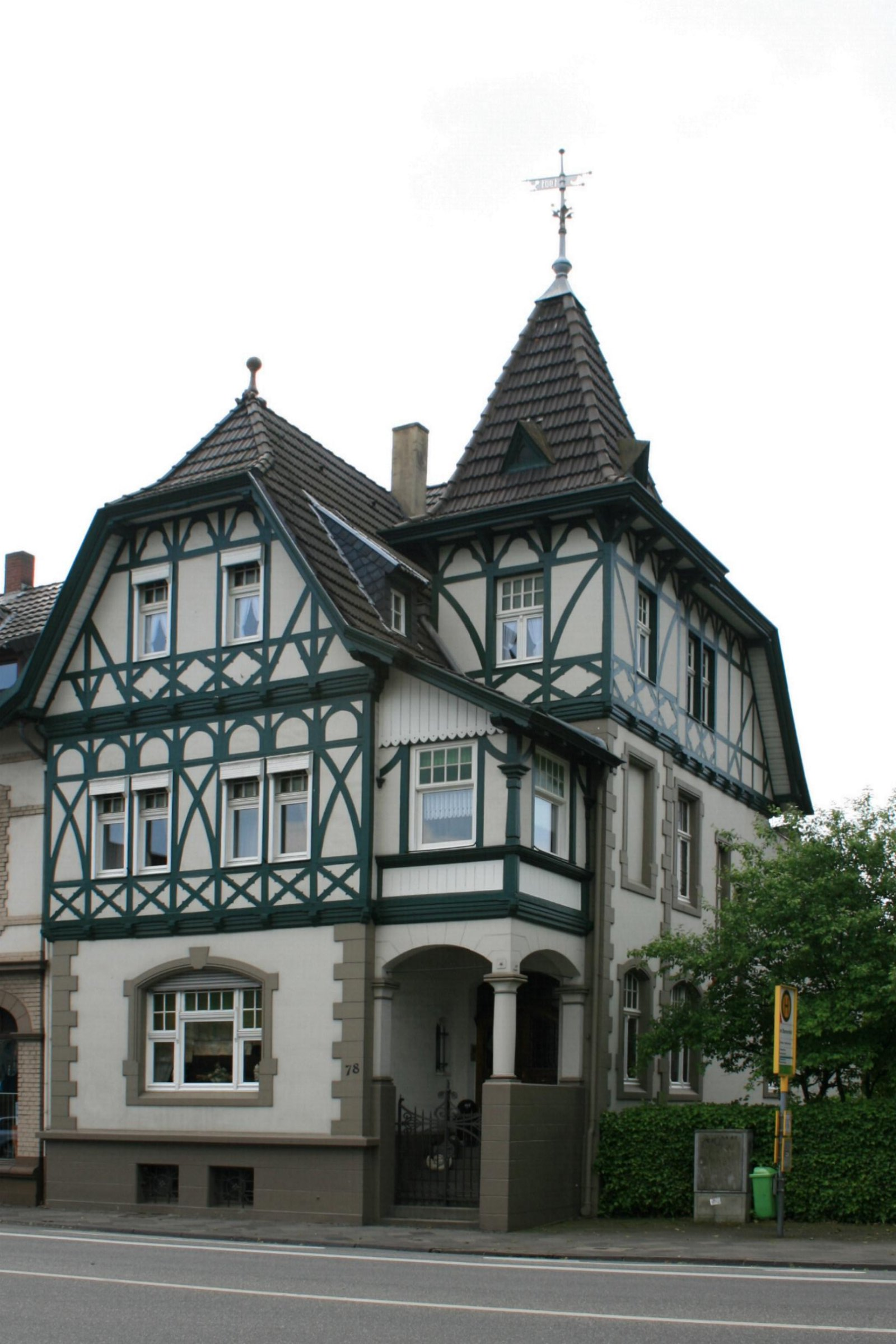
Wohnhaus (2010)

Das Fabrikgebäude Konstantinstraße 78 steht im Stadtteil Giesenkirchen in Mönchengladbach (Nordrhein-Westfalen).
Das Gebäude wurde 1901 erbaut. Es wurde unter Nr. K 043  am 13. Juni 1990 in die Denkmalliste der Stadt Mönchengladbach eingetragen.

## Architektur
Das Objekt ist der rechter Abschluss der Dreiergruppe Konstantinerstraße/Ecke Brüderstraße als zweigeschossiger Putzbau mit Souterrain. Organisation des Baues aus zwei rechtwinkelig ineinandergreifenden Bauteilen, im so entstehenden Winkel ein turmartiger Bau mit Helmdach. Die offene Eingangshalle mit wintergartenartiger Aufstockung im Obergeschoss unter einem Schleppdach.